# SMAD5
SMAD5 (англ. SMAD family member 5) – білок, який кодується однойменним геном, розташованим у людей на короткому плечі 5-ї хромосоми. Довжина поліпептидного ланцюга білка становить 465 амінокислот, а молекулярна маса — 52 258.
| 10         |  | 20         |  | 30         |  | 40         |  | 50         |
| ---------- |  | ---------- |  | ---------- |  | ---------- |  | ---------- |
| MTSMASLFSF |  | TSPAVKRLLG |  | WKQGDEEEKW |  | AEKAVDALVK |  | KLKKKKGAME |
| ELEKALSSPG |  | QPSKCVTIPR |  | SLDGRLQVSH |  | RKGLPHVIYC |  | RVWRWPDLQS |
| HHELKPLDIC |  | EFPFGSKQKE |  | VCINPYHYKR |  | VESPVLPPVL |  | VPRHNEFNPQ |
| HSLLVQFRNL |  | SHNEPHMPQN |  | ATFPDSFHQP |  | NNTPFPLSPN |  | SPYPPSPASS |
| TYPNSPASSG |  | PGSPFQLPAD |  | TPPPAYMPPD |  | DQMGQDNSQP |  | MDTSNNMIPQ |
| IMPSISSRDV |  | QPVAYEEPKH |  | WCSIVYYELN |  | NRVGEAFHAS |  | STSVLVDGFT |
| DPSNNKSRFC |  | LGLLSNVNRN |  | STIENTRRHI |  | GKGVHLYYVG |  | GEVYAECLSD |
| SSIFVQSRNC |  | NFHHGFHPTT |  | VCKIPSSCSL |  | KIFNNQEFAQ |  | LLAQSVNHGF |
| EAVYELTKMC |  | TIRMSFVKGW |  | GAEYHRQDVT |  | STPCWIEIHL |  | HGPLQWLDKV |
| LTQMGSPLNP |  | ISSVS      |  |            |  |            |  |            |

A: Аланін

C: Цистеїн

D: Аспарагінова кислота

E: Глутамінова кислота

F: Фенілаланін

G: Гліцин

H: Гістидин

I: Ізолейцин

K: Лізин

L: Лейцин

M: Метіонін

N: Аспарагін

P: Пролін

Q: Глутамін

R: Аргінін

S: Серин

T: Треонін

V: Валін

W: Триптофан

Кодований геном білок за функцією належить до фосфопротеїнів. 
Задіяний у таких біологічних процесах як транскрипція, регуляція транскрипції, ацетилювання. 
Білок має сайт для зв'язування з іонами металів, іоном цинку, ДНК. 
Локалізований у цитоплазмі, ядрі.